# Altern-8
Altern-8 est un groupe britannique de musique électronique, originaire de Stafford, en Angleterre.

## Histoire

### Nexus 21
Formé en 1989 par Mark Archer et Chris Peat, Nexus 21 est un duo britannique de techno originaire de Stafford, en Angleterre. Le groupe est signé sur le label Blue Chip, propriété de l'ancien DJ du Wigan Casino Kev Roberts, sous lequel ils sortent (Still) Life Keeps Moving : un morceau de techno vocal, et The Rhythm of Life, un album studio fortement influencé par la techno de Détroit avec des éléments acid house, electro et breakbeat.

### Altern 8
Les morceaux d'Altern 8 influencent de nombreux artistes, avec leur mélange des sons des Roland TB-303, 808 et 909 avec des break-beats et des samples familiers. À l'époque, au Royaume-Uni, les rave parties étaient légaux et Altern 8 avait la réputation de jouer lors des grands événements non officiels. Ils contribuent à définir des morceaux de house plus durs, reposant davantage sur les basses et le volume. L'utilisation de plus de basses et de bruits éclectiques fait progressivement évoluer le style musical d'Altern 8, qui s'éloigne du style de la house. Le duo, vêtu de combinaisons de guerre chimique et dansant « comme des singes électrifiés », participe à de nombreuses performances live.
En 1993, Archer commence à produire de la musique. Connu sous le nom de Slo Moshun, Archer est à l'origine des succès Bells of NY et Help My Friend. En 1994, Peat et Archer se séparent. Archer continue à faire du DJing sous le nom d'Altern 8 jusqu'à ce que Peat refuse d'utiliser la marque d'Altern 8.
Mark Archer continue sous le nom d'Altern 8 avec les MC et les danseurs d'origine à partir de 1999 et se produit lors d'événements de réunion Old School Hardcore tout au long des années 2000. Depuis 2014, Altern 8 connaissent un nouveau regain de popularité grâce à une série de concerts dans des festivals et des clubs à travers le Royaume-Uni, ce qui leur a permis de se faire connaître d'une nouvelle génération de fans.
En 2013, une campagne est lancée sur Facebook et Twitter pour que le morceau Activ 8 (Come With Me) d'Altern 8, datant de 1991, soit no 1 du hit-parade pour Noël. La chanson s'est finalement retrouvée à la 33e place.
En 2020, Altern 8 devient la tête d'affiche du festival Bang Face à Southport, qui est le dernier événement à grande échelle organisé au Royaume-Uni avant que le gouvernement n'interdise les rassemblements de ce type pendant la pandémie de Covid-19,. En novembre 2020, le premier « nouveau » morceau d'Altern 8 depuis 1993 sort. Intitulé Hard Crew, ce morceau hardcore est entendu dans les sets d'Altern 8 au cours des dernières années, mais 2020 marque la première fois qu'il est largement disponible (avec la sortie d'un certain nombre de remixes en soutien à la campagne #WeAreViable),.

## Discographie

### Albums studio
- 1992 : Full on … Mask Hysteria

### Singles
- 1991 : The Vertigo E.P.
- 1991 : Remixed Vertigo E.P.
- 1991 : Activ-8 (Come With Me)
- Stafford North
- 1992 : E-Vapor-8
- 1992 : Hypnotic St-8
- 1992 : Altern 8 V's Evelyn King - Shame
- 1992 : Brutal-8-E
- 1993 : Everybody